# Kong Linghui

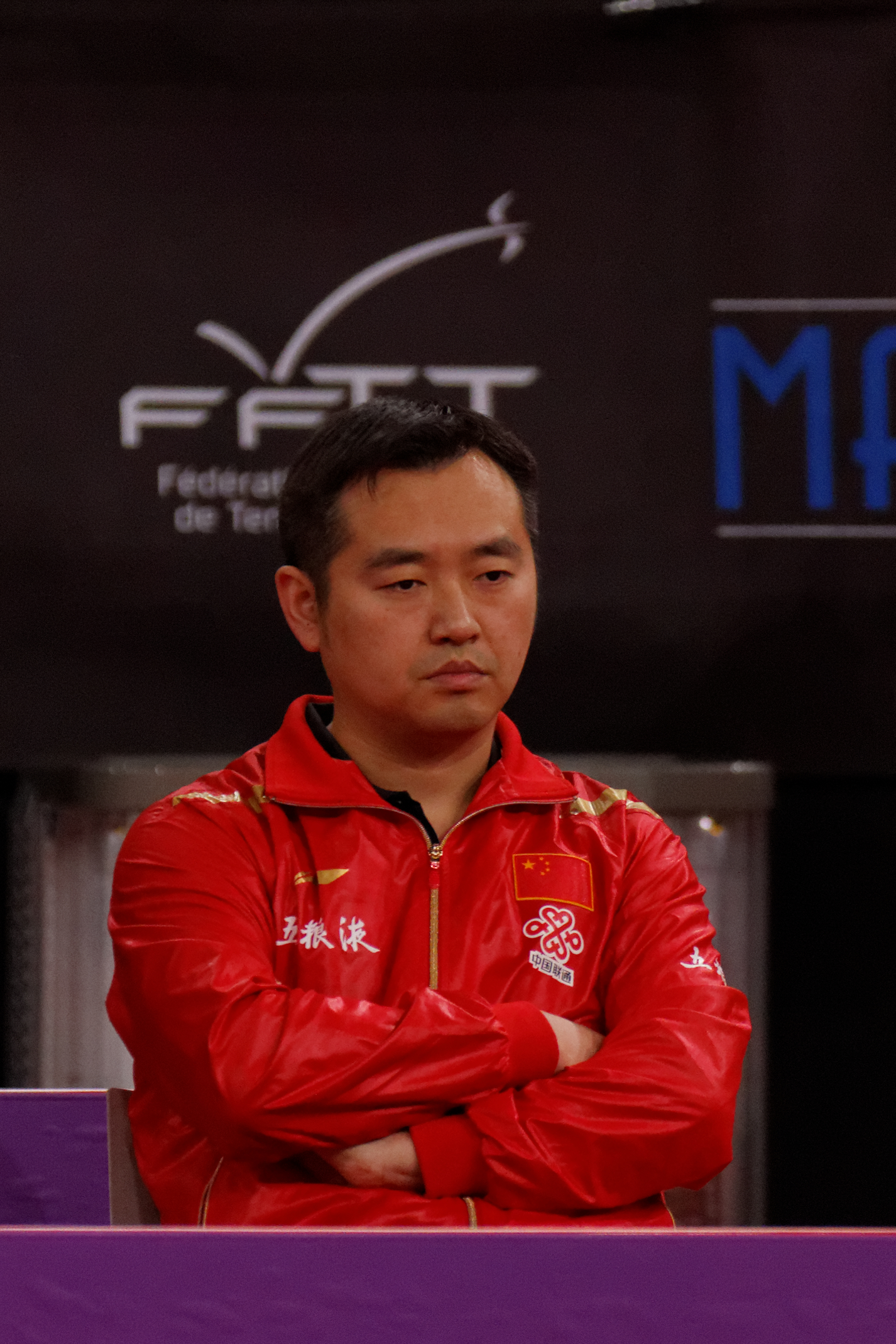
Kong Linghui (2013)

Kong Linghui (孔令辉) (Harbin, 18 oktober 1975) is een Chinees voormalig professioneel tafeltennisser. Hij werd in 1995 wereldkampioen en op de Olympische Zomerspelen 2000 olympisch kampioen. Vier jaar eerder won de rechtshandige shakehand-speler al goud in het dubbelspel op de Olympische Zomerspelen 1996, samen met Liu Guoliang.

## Sportieve loopbaan
Kong werd begin jaren 90 naar Europa gestuurd om te leren van de Europese stijl van tafeltennissen. Dit vanwege de Europese dominantie in het mannentafeltennis op dat moment, met name van Zweden als Jan-Ove Waldner, Jörgen Persson en Mikael Appelgren. Hij keerde in 1993 terug naar China en kenmerkte zijn carrière met een speelstijl die met name door het gebruik van een zo breed mogelijk pallet aan slagen als opvallend Europees werd betiteld.
Kong bereikte in december 1993 voor het eerst de eerste plaats op de ITTF-wereldranglijst. Anderhalf jaar later werd hij wereldkampioen. Dat was het begin van Kongs verzameling gouden medailles op internationale toernooien, die hij zowel in enkel- als dubbelspelen won. Hij nam deel aan de Olympische Spelen van 1996, 2000 en 2004. De Chinees kwam in competitieverband uit voor onder meer het Duitse TTC Jülich in de Bundesliga.

## Erelijst
Kongs belangrijkste overwinningen:
- Olympisch kampioen enkelspel 2000
- Olympisch kampioen dubbelspel 1996 (met Liu Guoliang)
- Wereldkampioen enkelspel 1995
- Wereldkampioen dubbelspel 1997, 1999 (beide met Liu Guoliang) en 2005 (met Wang Hao)
- Winnaar World Cup 1995
- Winnaar Aziatisch kampioenschap enkelspel 1994 en 1996
- Winnaar Aziatisch kampioenschap dubbelspel 1996 (met Liu Guoliang)
- Winnaar Aziatische Spelen dubbelspel 1998

ITTF Pro Tour:
Enkelspel:
- Winnaar Pro Tour Grand Finals enkelspel 1996
- Winnaar Pro Tour Grand Finals dubbelspel 1997 (met Liu Guoliang), 1999 en 2002 (beide met Ma Lin)
- Winnaar Engeland Open 1996
- Winnaar China Open 1996
- Winnaar Amerikaans Open 1997
- Winnaar Maleisië Open 1997
- Winnaar Japan Open 1998
- Winnaar Australië Open 1998
- Winnaar Oostenrijk Open 1999
- Winnaar Frankrijk Open 1999

Dubbelspel:
- Winnaar China Open 1996, 1997 (beide met Liu Guoliang), 2004 (met Wang Hao) en 2005 (met Ma Long)
- Winnaar Brazilië Open 1997 en 2000 (beide met Liu Guoliang)
- Winnaar Maleisië Open 1998 en 2003 (beide met Liu Guoliang)
- Winnaar Australië Open 1998 (met Liu Guoliang)
- Winnaar Oostenrijk Open 1999 (met Liu Guoliang)
- Winnaar Frankrijk Open 1999 (met Ma Lin)
- Winnaar Japan Open 2000 (met Liu Guoliang)
- Winnaar Amerika Open 2000 (met Liu Guoliang) en 2002 (met Ma Lin)
- Winnaar Korea Open 2001 (met Liu Guoliang) en 2004 (met Wang Hao)
- Winnaar Duitsland Open 2002 (met Ma Lin)
- Winnaar Nederland Open 2002 (met Ma Lin)
- Winnaar Qatar Open 2005 (met Wang Hao)

1988: Yoo Nam-kyu ·
1992: Jan-Ove Waldner ·
1996: Liu Guoliang ·
2000: Kong Linghui ·
2004: Ryu Seung-min ·
2008: Ma Lin ·
2012: Zhang Jike ·
2016: Ma Long ·
2020: Ma Long ·
2024: Fan Zhendong
1988: Wei Qingguang / Chen Longcan ·
1992: Lu Lin / Wang Tao ·
1996: Liu Guoliang / Kong Linghui ·
2000: Wang Liqin / Yan Sen ·
2004: Chen Qi / Ma Lin
- Gemeinsame Normdatei: 1154605396
- Virtual International Authority File: 6458152139997711100004
- WorldCat: E39PBJrGvm7hXHVWbVBgrbymVC